# Четверта холерна пандемія
Четверта холерна пандемія (також IV пандемія холери, англ. fourth cholera pandemic) — чергове поширення холери на великі відстані від Індії. Примітна швидким поширенням хвороби за допомогою залізниць та кораблів після відкриття Суецького каналу, який «забезпечив» кур'єрське швидке провезення інфекції з Індії до Європи. Тепер холера проникала туди не за дві-три роки, а через кілька тижнів. Кораблі, які відпливли тоді з єгипетської Александрії, рознесли її до портів Італії, Франції, Іспанії. Тривала упродовж 1863—1875 років.

## Поширення пандемії
На терени Російської імперії холера проникла цього разу із Західної Європи. Тоді було помічено, що війська завжди пізніше від жителів і менше хворіли на холеру. Якщо солдати захворювали, то легше пересічних громадян хворіли на холеру, і порівняно менше їх вмирали. Цю нерівність слід приписати особливостям солдатської їжі, яка навіть влітку, зі зникненням запасів квашеної капусти та буряка, мала все-таки в основі кислий хліб, квас й інші продукти, які підтримували в шлунку переважно кислу реакцію харчової суміші, яка згубно діє на холерні вібріони.
Під час цієї пандемії холера поширилась до України в серпні 1865 року з Константинополя спочатку до Одеси, а з 1866 року — майже до всіх громад України. У 1869—1870 рр. захворювання на холеру в Європі припинилося, за винятком України й Російської імперії. Найбільший її пік в країні був у 1870 році, коли захворіло 633 318 людей, а померло 238 027, проте це не означає, що опубліковано дійсно точні числа. Було багато неврахованих хворих і померлих серед бідняків. У Києві, наприклад, влітку 1871 року за день помирало до 140 людей. У 1872 році за два тижні помер 1 151 житель міста. Розшук, організований військовим губернатором, показав, що багато містян у передмістях або таємно скидали трупи в Дніпро, або ховали їх у відлюдних місцях. Це відбувалася тому, що лікування було платним. Не у всіх містах була безплатна земська медицина. У тому ж Києві, зокрема, доступною для простого люду була одна лише Кирилівська лікарня, та й то день перебування в ній коштував 7 рублів 20 копійок, в той час, як щоденна зарплата кваліфікованого робітника не перевищувала 2 рублі 50 копійок. Залишалися нечисленні заклади для прочан при монастирях і терміново перероблені під «складування» холерних хворих нічліжки для бідних, куди приносили десятки жителів міста просто вмирати.